# Irish League 1935-1936
L'Irish League 1935-1936 è stata la 42ª edizione della prima divisione del campionato nordirlandese di calcio.
Il campionato era formato da quattordici squadre e il Belfast Celtic vinse il titolo. Non vi furono retrocessioni.

## Classifica finale
| Pos. | Squadra          | G  | V  | N | P  | GF | GS | Punti |
| ---- | ---------------- | -- | -- | - | -- | -- | -- | ----- |
| 1    | Belfast Celtic   | 26 | 20 | 3 | 3  | 66 | 23 | 43    |
| 2    | Derry City       | 26 | 18 | 5 | 3  | 71 | 36 | 41    |
| 3    | Linfield         | 26 | 17 | 4 | 5  | 72 | 28 | 38    |
| 4    | Newry Town       | 26 | 14 | 5 | 7  | 80 | 50 | 33    |
| 5    | Glentoran        | 26 | 12 | 3 | 11 | 57 | 50 | 27    |
| 6    | Distillery       | 26 | 11 | 5 | 10 | 51 | 52 | 27    |
| 7    | Larne            | 26 | 11 | 4 | 11 | 49 | 65 | 26    |
| 8    | Portadown        | 26 | 9  | 5 | 12 | 53 | 58 | 23    |
| 9    | Cliftonville     | 26 | 9  | 5 | 12 | 49 | 61 | 23    |
| 10   | Ballymena United | 26 | 7  | 5 | 14 | 41 | 59 | 19    |
| 11   | Bangor           | 26 | 8  | 3 | 15 | 47 | 72 | 19    |
| 12   | Glenavon         | 26 | 6  | 5 | 15 | 40 | 56 | 17    |
| 13   | Coleraine        | 26 | 5  | 5 | 16 | 28 | 44 | 15    |
| 14   | Ards             | 26 | 5  | 3 | 18 | 44 | 94 | 13    |

G = Partite giocate; V = Vittorie; N = Nulle/Pareggi; P = Perse; GF = Goal fatti; GS = Goal subiti; 